# ダイドーリミテッド
株式会社ダイドーリミテッド（英称:DAIDOH LIMITED）は、日本のアパレルメーカー。飲料で有名なダイドードリンコとは関係無い。

## 概要
本社は東京都千代田区外神田（通称：秋葉原）。現在の同社（法人としては2代目）の設立は1949年（昭和24年）、創業は栗原イネによって1879年（明治12年）と歴史のある総合繊維メーカーである。
- 1918年に栗原紡織合名会社設立。1936年に栗原毛織株式会社を設立、愛知県稲沢市に毛織物製造の工場を建設する。
- 1941年に株式会社関西製絨所を合併し、大同毛織株式会社（初代）を設立。
- 1950年、ミリオンテックスを発売。東京証券取引所、名古屋証券取引所に上場。1953年には神奈川県小田原市に紡績部門の工場を建設し、毛織物のアメリカ合衆国への輸出を開始。
- 1989年に商号を大同毛織株式会社から株式会社ダイドーリミテッド（現在の社名）に変更する。
- 1996年に小田原工場を閉鎖し2000年に小田原工場の跡地にダイナシティを設立する。2002年に稲沢工場を閉鎖する。
- 2008年に稲沢自動車学校を営業していた子会社の株式会社ダイドーアーバンスを全株譲渡[1]。

代表取締役副社長がオンワードホールディングスの出身であり、2019年（平成31年／令和元年）に適用除外されるまでは持分法適用会社であった。
衣料製品や衣料原料のほかに、ショッピングセンターや賃貸ビルといった不動産事業を扱う事業も行っている。
2000年には小田原工場跡地にダイナシティを運営して小田原市の小売業界を牽引し、季節ごとに色々なイベントをウエストモールで行い、「フリーダムコンサート」と呼ぶクリスマスコンサートがメインイベントとなっている。
特にオーケストラを使わない第九演奏会は定着し、商業だけでなく芸術文化にも力を入れている。

## 主なブランド
- ニューヨーカー
- ブルックス・ブラザーズ （受託）
- ミリオンテックス

## 関連会社
- 株式会社ダイドーフォワード
- 大都利美特（中国）投資有限公司
- 大同利美特（上海）有限公司
- 大同利美特時装（上海）有限公司
- 大同利美特商貿（上海）有限公司
- 大同佳楽登（馬鞍山）有限公司
- 大同利美特染整（上海）有限公司
- 上海纽约克服装販売有限公司
- 株式会社ブルックスブラザーズジャパン